# Jean René Bazaine

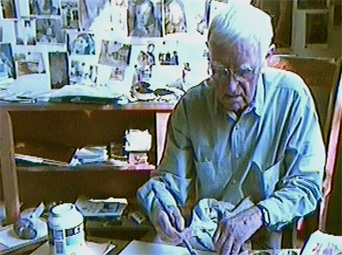
Jean René Bazaine

Jean René Bazaine (* 21. Dezember 1904 in Paris; † 4. März 2001 in Clamart bei Paris) war ein französischer Künstler der Abstrakten Malerei und ein Vertreter des französischen Tachismus. Bazaine hat eine große Zahl von Mosaiken und Bleiglasfenstern in Kirchen hinterlassen.

## Leben
Er studierte 1922–25 an der École des Beaux-Arts sowie an der Académie Julian und gleichzeitig Literatur an der Sorbonne. 1924 unternahm er zwei Studienreisen nach Italien und begann dort zu malen. Seine erste Ausstellung fand im Jahr 1932 als Gruppenausstellung zusammen mit den Künstlern Jean Fautrier, Jean Pougny und Marcel Gromaire in Paris statt. Seitdem genoss er die Förderung durch Pierre Bonnard.
Nach Ende der deutschen Besetzung Frankreichs hatte er 1949/50 eine erste größere Einzelausstellung in der Galerie von Aimé Maeght und zählte zu den Künstlern der École de Paris.
Neben seinen Gemälden schuf er große Mosaiken etwa für das Gebäude der UNESCO in Paris, im schwedischen Lund und für die Universität von Metz. Ab Ende der 1950er Jahre und in den 1960er Jahren wurden seine Werke international, zum Beispiel in Deutschland, den Niederlanden und Norwegen ausgestellt. In Paris fand 1965 eine Ausstellung im Musée National d’Art Moderne statt. In Deutschland wurde Jean-René Bazaine als Teilnehmer der documenta 1 im Jahr 1955 und der Documenta 1959 und 1964 wahrgenommen. In den 1970er Jahren illustrierte Bazaine eine Reihe von Büchern von französischen Schriftstellern, wie Raymond Queneau, Jean Tardieu, Marcel Arland, Jean-Claude Schneider, Claude Esteban, Pierre Oster Soussouev und Eugène Guillevic. Bekannt sind seine Kirchenfenster für die Église Notre-Dame de Toute Grâce du Plateau d’Assy in Passy, die Pariser Kirche Saint-Séverin sowie die Kirche Sacré-Cœur in Audincourt (1949/50).
1963 wurde er assoziiertes Mitglied der Königlichen Akademie der Wissenschaften und Schönen Künste von Belgien (Classe des Beaux-Arts).
Bazaine war mit der Schauspielerin Catherine de Seynes-Bazaine verheiratet. Das Paar hatte zwei Kinder.

## Ausstellungen
- 1962/1963: Jean Bazaine, Kestner-Gesellschaft Hannover, danach Kunsthaus Zürich und Kunstnernes Hus, Oslo.